# 圖列茨河 (紹約河支流)
圖列茨河是斯洛伐克的河流，位於該國南部，屬於紹約河的支流，河道全長50.2公里，流域面積363.3平方公里，河畔城鎮有托爾納拉。
48°24′33″N 20°18′35″E / 48.4092°N 20.3096°E